# Pharming
Pharming (někdy překládáno do češtiny jako farmaření) je podvodná technika používaná na Internetu k získávání citlivých údajů od obětí útoku. Principem je napadení DNS a přepsání IP adresy, což způsobí přesměrování klienta na falešné stránky internetbankingu po napsání URL banky do prohlížeče. Tyto stránky jsou obvykle k nerozeznání od skutečných stránek banky. Ani zkušení uživatelé nemusejí poznat rozdíl (na rozdíl od příbuzné techniky phishingu).